# Hordeum bogdanii
Hordeum bogdanii är en gräsart som beskrevs av Wilensky. Hordeum bogdanii ingår i släktet kornsläktet, och familjen gräs. Inga underarter finns listade i Catalogue of Life.